# Wild Frontier
A Wild Frontier Gary Moore 1987-ben megjelent albuma. Ez az első lemeze, amit barátja és zenésztársa, Philip Lynott halála óta kiadott. A lemezt, s azon belül leginkább a Johnny Boy című számot neki ajánlotta, a bakelit változaton olvasható is: "Philipnek" (For Philip).

## A lemez
Az album az első azon zenei anyagok között, amelyek egy adott nép zenei stílusát keveri a modern technológiával. Megjelenésének évében más, híres előadók lemezei is megjelentek, mint például Michael Jackson Bad című lemeze, az újjáalakult, immár Roger Waters közreműködése nélkül megjelent Pink Floyd-album, az A Momentary Lapse of Reason, a U2 együttes The Joshua Tree-je, egy új rock együttes a Guns N’ Roses Appetite for Destruction-je, és Whitney Houston első, Whitney Houston című albuma. Ilyen erős zenei fronton nem sok jövőt jósoltak az új Gary Moore-lemeznek, hiszen Moore sosem volt a média kedvence. Ennek ellenére a lemez hatalmas siker volt, a lemez nyolc dala közül mindenki megtalálhatta rajta a saját kedvencét. A lemez leghíresebb dala kétségkívül az Over the Hills and Far Away, amelyet a Nightwish is feldolgozott, de a lemezen hallható még az eredeti előadó, Cozy Powell változatában még ismeretlen, majd Gary Moore átdolgozásának köszönhetően világhírűvé vált The Loner, melyet a rádiók előszeretettel játszanak.

## A lemez tartalma
Bakelit változat:
A oldal:
1. Over the Hills and Far Away (5:22)
2. Wild Frontier (4:14)
3. Take a Little Time (4:05)
4. The Loner (5:53)

B oldal:
1. Friday on My Mind (4:12)
2. Strangers in the Darkness (4:38)
3. Thunder Rising (5:42)
4. Johnny Boy (3:13)

CD változat (A bakelit változat tartalmán túl szerepel rajta a "Wild Frontier", illetve az "Over The Hills And Far Away" 12 hüvelykes kislemez változata, továbbá a lemezre eredetileg fel nem kerülő "Crying In The Shadows", ami kislemezen jelent meg):
1. Over the Hills and Far Away (5:22)
2. Wild Frontier (4:14)
3. Take a Little Time (4:05)
4. The Loner (5:53)
5. Wild Frontier (12" verzió) (6:38)
6. Friday on My Mind (4:12)
7. Strangers in the Darkness (4:38)
8. Thunder Rising (5:42)
9. Johnny Boy (3:13)
10. Over the Hills and Far Away (12" verzió) (7:26)
11. Crying in the Shadows (5:09)

A 2003-as újrakevert CD-változaton szerepel továbbá a "Friday on My Mind" 12 hüvelykes kislemez változata, a "The Loner" extended mix változata, és az előző albumról származó "Out in the Fields" koncertfelvétele, amiben Philip Lynott is közreműködött:
1. The Loner (Extended mix) (7:16)
2. Friday on My Mind (12" verzió) (6:15)
3. Out in the Fields (Koncertfelvétel, 1985. szeptember 23., Apollo Theatre, Manchester, Egyesült Királyság) (5:28)

## A borító
Gary Moore neve kék színnel van a borítóra írva, míg a lemez címe pirossal.
A lemez fekete-fehér borítójának első felén Gary Moore-t látjuk, amint egy régi elektro-akusztikus Gibson ES Signature modellt tart a kezében. A kép második felén egy utat láthatunk kocsikerék nyomokkal, rajta egy alakot, amely első pillantásra ez nonfiguratív szobornak tűnhet, de ha jobban megnézzük, akkor egy terebélyes ruhába öltözött hölgy, aki éppen a hegy alatti völgybe néz.
A belső borítón is ezeket a hegyeket láthatjuk, csak éppen alulról, a völgyből fényképezve.
A borító design-t a Bill Smith Studio készítette.

## Akik a lemez készítésében részt vettek
Gary Moore zenésztársai voltak a lemez készítésében:
- Neil Carter (Billentyűs hangszerek és vokál)
- Bob Daisley (Basszusgitár)

A lemezen nincs feltüntetve dobos. Ez azért van, mert a lemezen nem dobos, hanem dobgép szolgáltatja a ritmust.
A 4. (The Loner) szám eredeti szerzője Max Middleton.
Az 5. számot (Friday On My Mind) a The Easybeats együttes 1966-os számának feldolgozása.
A 6. (Strangers In The Darkness) és a 7. (Thunder Rising) számot Gary Moore Neil Carterrel írta.

## A koncertek
A koncerteken természetesen már nem dobgépet alkalmaztak, a három zenészhez Eric Singer csatlakozott a színpadon dobosként.
A lemezt népszerűsítő turnén legtöbb esetben a következő számokat játszották:
1. Intró: Johnny Boy
2. Over The Hills And Far Away
3. Thunder Rising
4. Run For Cover
5. Shapes Of Things
6. Take A Little Time
7. Murder In The Skies
8. Akusztikus Gitár Szóló/Victims Of The Future
9. So Far Away/Empty Rooms
10. Military Man
11. All Messed Up
12. Wild Frontier
13. Out In The Fields
14. Rockin' Every Night (Első ráadás)
15. Wishing Well (Második ráadás)
16. The Loner (Harmadik ráadás)

## Fordítás
- Ez a szócikk részben vagy egészben  a   Wild Frontier című angol Wikipédia-szócikk fordításán alapul.  Az eredeti cikk szerkesztőit annak laptörténete sorolja fel. Ez a jelzés csupán a megfogalmazás eredetét és a szerzői jogokat jelzi, nem szolgál a cikkben szereplő információk forrásmegjelöléseként.